# قسم هير الريفي (مقاطعة أردبيل)
قسم هير الريفي (بالفارسية: دهستان هیر) هي قسم تقع في إيران في ناحية هير. يقدر عدد سكانها بـ 8,548 نسمة .